# Mycalesis treadawayi
Mycalesis treadawayi är en fjärilsart som beskrevs av Schröder 1976. Mycalesis treadawayi ingår i släktet Mycalesis och familjen praktfjärilar. Inga underarter finns listade i Catalogue of Life.